# Hiro Labaste
Hiro Labaste (5 gennaio 1973) è un ex calciatore francese nato a Tahiti, di ruolo attaccante.

## Carriera

### Club
Ha sempre giocato nella prima divisione tahitiana.

### Nazionale
Ha esordito in nazionale nel 1992.